# Lijst van gouverneurs van Stiermarken

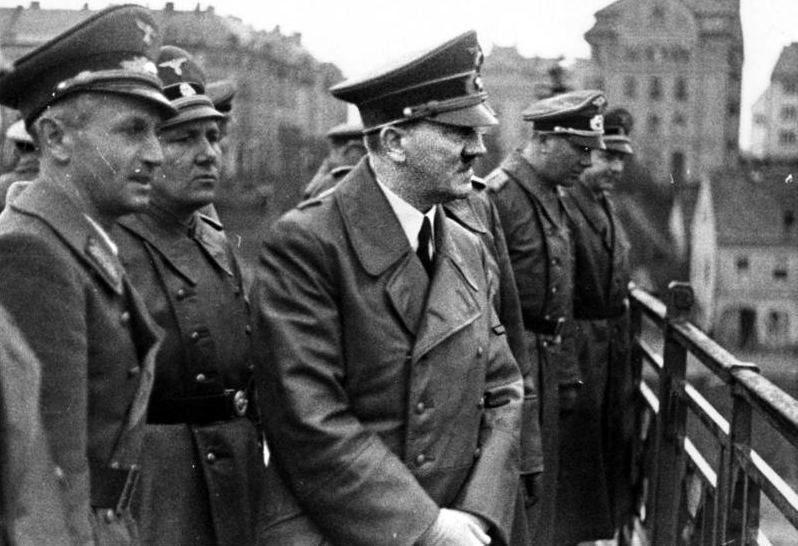
Reichsstatthalter Sigfrid Uiberreither (geheel links) met o.a. Adolf Hitler

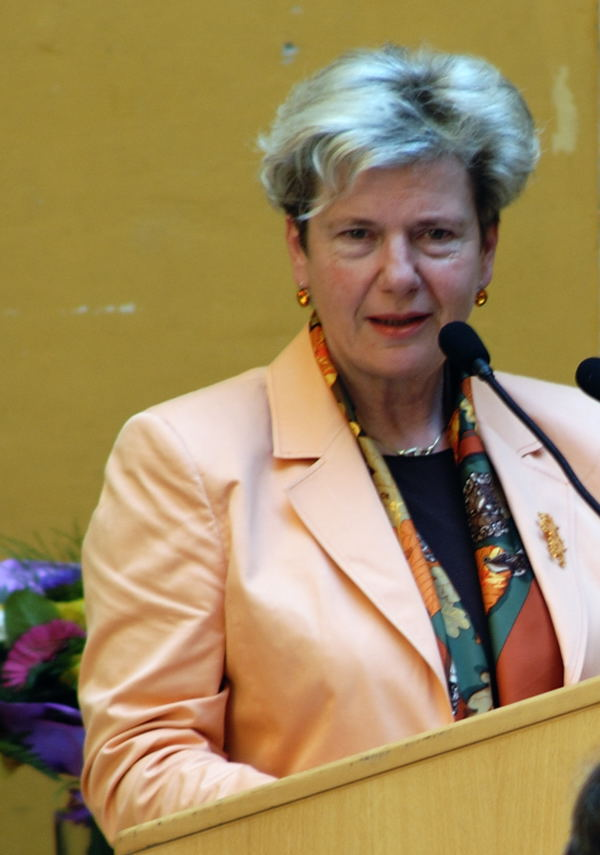
Landeshauptfrau Waltraud Klasic (gouverneur van Stiermarken 1996-2005) was de eerste vrouwelijke gouverneur in heel Oostenrijk

De Gouverneur (Landeshauptmann) van Stiermarken is de regeringsleider van deze Oostenrijkse deelstaat.

## Lijst van gouverneurs van Stiermarken
| Persoon                                                | periode                             | partij |
| ------------------------------------------------------ | ----------------------------------- | ------ |
| Karl Graf von Gleispach                                | 3 april 1861 - 1870                 |        |
| Moritz Ritter von Kaiserfeld, Edler von Blagatinschegg | 1871 - 26 augustus 1884             |        |
| Ladislaus Gundacker Graf von Wurmbrand und Stuppach    | 3 september 1884 - 12 oktober 1893  |        |
| Edmund Graf von Attems                                 | 14 december 1893 - 23 december 1896 |        |
| Ladislaus Gundacker Graf von Wurmbrand und Stuppach    | 28 december 1896 - 14 december 1897 |        |
| Edmund Graf von Attems                                 | 16 december 1897 - 5 november 1918  |        |
| Wilhelm Edler von Kaan                                 | 6 november 1918 - 27 mei 1919       | DnP    |
| Anton Rintelen                                         | 27 mei 1919 - 25 juni 1926          | CS     |
| Franz Prisching                                        | 25 juni 1926 - 22 oktober 1926      | CS     |
| Alfred Gürtler                                         | 22 oktober 1926 - 21 mei 1927       | CS     |
| Hans Paul                                              | 21 mei 1927 - 23 april 1928         | CS     |
| Anton Rintelen                                         | 23 april 1928 - 10 november 1933    | CS     |
| Alois Dienstleder                                      | 10 november 1933 - 2 november 1934  | CS     |
| Karl Maria Stepan                                      | 2 november 1934 - 2 maart 1938      | VF     |
| Rolph Trummer                                          | 3 maart 1938 - 12 maart 1938        | VF     |
| Sepp Helfrich                                          | 12 maart 1938 - 22 mei 1938         | NSDAP  |
| Sigfrid Uiberreither vanaf 1.4.1940 Reichsstatthalter  | 22 mei 1938 - 8 mei 1945            | NSDAP  |
| Reinhard Machold                                       | 8 mei 1945 - 28 december 1945       | SPÖ    |
| Anton Pirchegger                                       | 28 december 1945 - 6 juli 1948      | ÖVP    |
| Josef Krainer sr.                                      | 6 juli 1948 - 28 november 1971      | ÖVP    |
| Friedrich Niederl                                      | 28 november 1971 - 4 juli 1980      | ÖVP    |
| Josef Krainer jr.                                      | 4 juli 1980 - 23 januari 1996       | ÖVP    |
| Waltraud Klasnic (Landeshauptfrau)                     | 23 januari 1996 - 25 oktober 2005   | ÖVP    |
| Franz Voves                                            | 25 oktober 2005 - 16 juni 2015      | SPÖ    |
| Hermann Schützenhöfer                                  | 16 juni 2015 - 4 juli 2022          | ÖVP    |
| Christopher Drexler                                    | 4 juli 2022 - 18 december 2024      | ÖVP    |
| Mario Kunasek                                          | sinds 18 december 2024              | FPÖ    |